# Человек в стеклянной будке
«Человек в стеклянной будке» (варианты перевода: «Человек в стеклянной клетке» и «Человек в стеклянной кабине»; англ. The Man in the Glass Booth) — драма 1975 года режиссёра Артура Хиллера. Премьера состоялась 17 мая 1975 года. Снята по одноименному роману и спектаклю Роберта Шоу. Основой романа послужили реальные события, связанные с похищением агентами Моссад и судом в Израиле над нацистским преступником Адольфом Эйхманом.
Главную роль исполнил Максимилиан Шелл, представленный за неё к премиям «Оскар» и «Золотой глобус». Сценарий Эдварда Анхальта был отмечен номинацией на премию Гильдии сценаристов США.

## Сюжет
Главный герой — Артур Голдман (Максимилиан Шелл) — преуспевающий еврейский бизнесмен, выживший во время Холокоста в нацистских лагерях смерти, ныне живёт в Нью-Йорке 1970-х годов на Манхэттене. Он шокирует своих сотрудников приступами паранойи и манией преследования. В один прекрасный день израильские спецслужбы Моссад похищают Голдмана и доставляют его в Израиль для судебного разбирательства по обвинению в нацистских военных преступлениях. Израильская прокуратура приводит доказательства того, что под маской Артура Голдмана скрывается бывший комендант концентрационного лагеря Карл Адольф Дорфф. Голдман-Дорфф решает защищать себя сам и показать своим обвинителям не только свою предполагаемую вину, но и их собственную.
Финал судебного процесса никто не в состоянии предвидеть. Среди сложных и спорных проблем коллективной и индивидуальной ответственности за нацистские преступления фильм ставит вопросы о косвенной вине самих жертв Холокоста за произошедшее и об их пассивности, а также поднимает морально-этические проблемы возможности «приватизации Холокоста» государством Израиль и реализации политики «Око за око».

## В ролях
- Максимилиан Шелл — Артур Голдман / Карл Адольф Дорфф
- Лютер Адлер — председатель суда
- Луис Неттлтон — Мириам Розен
- Лоуренс Прессман — Чарли Коэн
- Леонардо Чимино — доктор Альварес
- Ллойд Бохнер — доктор Черчилль
- Роберт Харрис — доктор Вейсбургер

## Награды и премии
Максимилиан Шелл был номинирован на премию «Оскар» и «Золотой глобус» за своё исполнение главной роли в фильме. Эдвард Анхальт номинирован Гильдией сценаристов Америки на «лучший драматический адаптированный сценарий».

## Использование фильма в образовании
Данный фильм может быть использован в системе среднего и высшего образования в рамках изучения истории Второй мировой войны, Холокоста, геноцида, политических идей и практик национал-социализма. Так, в Российском государственном педагогическом университете (Санкт-Петербург) данный фильм используется в образовательном курсе «История геноцида в международных отношениях XX века».